# 核能發展功績獎章
核能發展功績獎章（俄语：Медаль «За заслуги в освоении атомной энергии»），是俄羅斯聯邦頒授的一款獎章。

## 設立和頒授
核能發展功績獎章是在2015年3月16日根據俄羅斯總統令設立的。有關當局會向符合以下資格者頒授核能發展功績獎章：
- 在研究、發展和使用核結合能上取得成就
- 在有關的培訓、研究、設計工作和保障核安全上取得重大成就
- 為了促進俄羅斯聯邦整體的社會和經濟發展，而在以下方面取得與核能發展有關的成就：
  - 增強俄羅斯的國防能力
  - 保障俄羅斯的利益
  - 擴展國際合作

如果外國公民對俄羅斯核工業的發展作出特別的功績，他們亦有資格獲頒此獎章。

## 外觀和佩戴
核能發展功績獎章有一塊呈五邊形狀的綬帶，以及一面直徑為32毫米的圓形獎牌；圓形獎牌的正面有一個原子符號、一艘核动力破冰船、一艘核子動力潛艇和一所核能發電廠的浮雕，背面則有「為核能發展功績」（俄语：ЗА ЗАСЛУГИ В ОСВОЕНИИ АТОМНОЙ ЭНЕРГИИ）的字樣。獲頒者會把獎章佩戴在左邊胸口處。